# Liga de Campeones de la Concacaf 2016-17
La Liga de Campeones de la CONCACAF 2016–17 o simplemente Liga de Campeones de la Concacaf Scotiabank por razones de patrocinio, fue la novena edición de la Liga de Campeones de la Concacaf bajo su actual nombre, y en general la 52.ª edición de la principal competición a nivel de clubes organizada por la Concacaf, el organismo regulador del fútbol en América del Norte, América Central, y el Caribe. El campeón del certamen fue el Pachuca de México, que logró su quinto título al derrotar en la final por 2-1 en el global a Tigres UANL, del mismo país y representó a la región en la Copa Mundial de Clubes 2017.

## Equipos participantes
| País                       | Equipo                                                          | Vía de clasificación |
| -------------------------- | --------------------------------------------------------------- | --- |
| Estados Unidos 4 plazas    | Portland Timbers New York Red Bulls Dallas Sporting Kansas City | Campeón de la MLS Cup 2015 Ganador del MLS Supporters' Shield 2015 Ganador de la Conferencia Contraria al Ganador del MLS Suppoters' Shield 2015 Campeón de la Lamar Hunt U.S. Open Cup 2015 |
| México 4 plazas            | Tigres UANL Pachuca Pumas UNAM Monterrey                        | Campeón del Torneo Apertura 2015 Campeón del Torneo Clausura 2016 Subcampeón del Torneo Apertura 2015 Subcampeón del Torneo Clausura 2016                                                    |
| Guatemala 2 plazas         | Antigua Deportivo Suchitepéquez                                 | Campeón del Torneo Apertura 2015 Campeón del Torneo Clausura 2016 |
| Honduras 2 plazas          | Honduras Progreso Olimpia                                       | Campeón del Torneo Apertura 2015 Campeón del Torneo Clausura 2016 |
| El Salvador 2 plazas       | Alianza Dragón                                                  | Campeón del Torneo Apertura 2015 Campeón del Torneo Clausura 2016 |
| Costa Rica 2 plazas        | D. Saprissa Herediano                                           | Campeón del Torneo de Invierno 2015 Campeón del Torneo de Verano 2016 |
| Panamá 2 plazas            | Árabe Unido Plaza Amador                                        | Campeón del Torneo Apertura 2015 Campeón del Torneo Clausura 2016 |
| Canadá 1 plaza             | Vancouver Whitecaps                                             | Campeón del Campeonato Canadiense de Fútbol 2015 |
| Belice 1 plaza             | Police United                                                   | Campeón con mejor puntaje acumulado de la Liga Premier de Belice 2015-16 |
| Nicaragua 1 plaza          | Real Estelí                                                     | Campeón con mejor puntaje acumulado de la Primera División de Nicaragua 2015-16 |
| Trinidad y Tobago 2 plazas | Central W Connection                                            | Campeón del Campeonato de Clubes de la CFU 2016 Subcampeón del Campeonato de Clubes de la CFU 2016                                                                                           |
| Haití 1 plaza              | Don Bosco                                                       | Tercer lugar del Campeonato de Clubes de la CFU 2016 |

## Localidad de los equipos
Distribución geográfica de las sedes de los equipos participantes

## Clasificación
24 equipos participan en la Liga de Campeones de la Concacaf: nueve de la Zona de América del Norte, doce de la Zona de Centroamérica, y tres de la Zona Caribeña.
Los equipos puede ser descalificados y reemplazados por un club de otra asociación si el club no cuenta con un estadio disponible que cumpla con las regulaciones de seguridad de la Concacaf. Si el estadio de un club no cumple los estándares fijados, entonces este puede buscar un reemplazo adecuado dentro de su propio país. No obstante, si aún se considera que el club no puede proveer las instalaciones adecuadas, entonces corre el riesgo de ser reemplazado.
Hasta ahora, esta regla ha aplicado solamente a Belice y en algunas ocasiones a Nicaragua.

### Norteamérica
Nueve equipos de la Unión Norteamericana de Fútbol clasifican a la Liga Campeones. México y los Estados Unidos reciben cuatro cupos cada uno, más que cualquier otra federación de la CONCACAF, mientras que Canadá recibe uno.
Para México, los ganadores de los campeonatos Apertura y Clausura de la Liga MX obtienen plazas en el Bombo A de la fase de grupos del torneo, mientras que los segundos de los campeonatos Apertura y Clausura reciben un cupo en el Bombo B
(además, el torneo de la Copa Libertadores de América, torneo de clubes de la Conmebol, es paralelo a este certamen).
Para Estados Unidos, tres cupos son reservados para equipos que disputan la Major League Soccer (MLS) y sus playoffs; mientras que el cuarto cupo lo recibe el campeón de la copa doméstica, la Lamar Hunt U.S. Open Cup. El ganador de la Copa de la MLS y el ganador del Supporters' Shield (si es estadounidense) son ubicados en el Bombo A; el ganador de la otra conferencia durante la temporada regular (si es estadounidense) y el ganador de la U.S. Open Cup son ubicados en el Bombo B. Si alguno de los puestos mencionados son tomados por un equipo canadiense de la MLS, o si un solo equipo estadounidense cumple con dos de estos criterios, el cupo de la Liga de Campeones de la Concacaf es otorgado al equipo estadounidense con el mejor récord durante la temporada regular que no haya logrado clasificarse.
Para Canadá, debido al cambio de fechas del Campeonato Canadiense de abril-mayo a junio-julio, el equipo canadiense con la mejor participación durante la temporada regular de la MLS recibe el único cupo para Canadá, en el Bombo B, para la versión 2015-16 del torneo. Esta modalidad es solo para esta temporada, y a partir de la edición 2016-17 del torneo, el ganador de la copa doméstica, la Copa Voyageurs, una vez más recibirá el único cupo de Canadá en el torneo.

### América Central
Doce equipos de la Unión Centroamericana de Fútbol clasifican a la Liga de Campeones. La distribución es la siguiente: dos equipos de El Salvador, Guatemala, Honduras, Panamá y Costa Rica, y un equipo de Nicaragua y uno de Belice.
Para los equipos centroamericanos que clasifican a través de temporadas divididas (torneos apertura y clausura), los resultados combinados de ambos campeonatos dentro de la temporada son utilizados para determinar que equipos reciben el primer cupo de su asociación. Los equipos son distribuidos en los bombos de la siguiente manera:
- Los mejores equipos de las ligas de Costa Rica, Honduras, Guatemala y Panamá forman parte del Bombo A.
- El mejor equipo de la liga de El Salvador, y los segundos mejores equipos de las ligas de Costa Rica y Honduras son ubicados en el Bombo B.
- Los segundos mejores equipos de las ligas de Guatemala, Panamá y El Salvador, y los equipos de las ligas de Nicaragua y Belice forman parte del Bombo C.

Si uno o más equipos son desclasificados, serán reemplazados por equipos de otra asociación de América Central. La redistribución es basada en los resultados de ediciones previas de la Liga de Campeones.

### Caribe
Tres equipos de la Unión Caribeña de Fútbol clasifican a la Liga de Campeones. Las tres plazas, todas en el Bombo C, serán otorgadas a los mejores tres equipos del Campeonato de Clubes de la CFU de 2015, un torneo subcontinental para equipos de las asociaciones de la Unión Caribeña de Fútbol. Para que un equipo clasifique al Campeonato de la CFU, por lo general deben terminar como campeones o subcampeones de sus ligas domésticas, aunque algunos equipos profesionales pueden ser elegidos por sus asociaciones si estos juegan en la liga de otro país.
Si un equipo caribeño es desclasificado, entonces es reemplazado por el cuarto mejor finalista del Campeonato de la CFU.

## Datos y estadísticas de los equipos
| Equipo               | Ciudad                                  | 1.ª participación | Títulos | Estadio                                                      | Aforo  |
| -------------------- | --------------------------------------- | ----------------- | ------- | ------------------------------------------------------------ | ------ |
| Alianza              | San Salvador, El Salvador               | 1967              | 1       | Cuscatlán                                                    | 53.400 |
| Antigua              | Antigua Guatemala, Guatemala            | 2016-17           | 0       | Pensativo (el Doroteo Guamuch Flores en el torneo)           | 26.000 |
| Árabe Unido          | Colón, Panamá                           | 1995              | 0       | Armando Dely Valdés (en el torneo Maracaná)                  | 5.500  |
| Central              | Couva, Trinidad y Tobago                | 2015-16           | 0       | Ato Boldon                                                   | 10.000 |
| Dallas               | Frisco, Estados Unidos                  | 2011-12           | 0       | Toyota                                                       | 21.193 |
| Deportivo Saprissa   | Tibás, Costa Rica                       | 1963              | 3       | Ricardo Saprissa Aymá                                        | 24.000 |
| Don Bosco            | Pétionville, Haití                      | 1972              | 0       | Parc Sainte-Thérèse                                          | 5.500  |
| Dragón               | San Miguel, El Salvador                 | 2016-17           | 0       | Juan Francisco Barraza (el Cuscatlán en el torneo)           | 53.400 |
| Herediano            | Heredia, Costa Rica                     | 1962              | 0       | Eladio Rosabal Cordero                                       | 15.000 |
| Honduras Progreso    | El Progreso, Honduras                   | 2016-17           | 0       | Humberto Micheletti (el Francisco Morazán en el torneo)      | 18.000 |
| Monterrey            | Monterrey, México                       | 1975              | 3       | BBVA Bancomer                                                | 53.500 |
| Olimpia              | Tegucigalpa, Honduras                   | 1962              | 2       | Nacional                                                     | 35.000 |
| Pachuca              | Pachuca de Soto, México                 | 2000              | 4       | Hidalgo                                                      | 27.512 |
| Plaza Amador         | Panamá, Panamá                          | 1988              | 0       | Maracaná                                                     | 5.500  |
| Police United        | Belmopán, Belice                        | 2016-17           | 0       | Isidoro Beaton (el FFB Field en el torneo)                   | 2.000  |
| Portland Timbers     | Portland, Estados Unidos                | 2014-15           | 0       | Providence Park                                              | 21.144 |
| Real Estelí          | Estelí, Nicaragua                       | 1991              | 0       | Independencia                                                | 7.500  |
| New York Red Bulls   | Nueva York-Nueva Jersey, Estados Unidos | 2009-10           | 0       | Red Bull Arena                                               | 25.189 |
| Sporting Kansas City | Kansas City, Estados Unidos             | 2005              | 0       | Children's Mercy Park                                        | 18.467 |
| Suchitepéquez        | Mazatenango, Guatemala                  | 1983              | 0       | Carlos Salazar Hijo (el Doroteo Guamuch Flores en el torneo) | 26.000 |
| Tigres               | San Nicolás de los Garza, México        | 1979              | 0       | Universitario                                                | 43.000 |
| Pumas UNAM           | Ciudad de México, México                | 1978              | 3       | Olímpico Universitario                                       | 68.954 |
| Vancouver Whitecaps  | Vancouver, Canadá                       | 1992              | 0       | BC Place                                                     | 60.000 |
| W Connection         | Marabella, Trinidad y Tobago            | 2002              | 0       | Manny Ramjohn                                                | 10.000 |

## Sorteo
Los 24 equipos son sorteados en ocho grupos de tres cada uno, teniendo cada grupo un equipo de cada uno de los tres bombos. La asignación de equipos a los bombos está basada en su asociación nacional y su cupo. Equipos de la misma asociación (con la excepción de "comodines" que pueden reemplazar a un equipo de otra asociación) no pueden jugar contra si en la fase de grupos, y se garantiza que cada grupo contenga por lo menos un equipo de México o Estados Unidos, lo que significa que equipos estadounidenses y mexicanos no pueden jugar entre sí en la fase de grupos
- Bombo A contiene dos equipos de El Salvador, un equipo de Panamá, Nicaragua, y Belice, y tres equipos del Caribe.
- Bombo B contiene dos equipos de Costa Rica, Honduras, Guatemala, y un equipo de Panamá y Canadá.
- Bombo C contiene cuatro equipos de México y Estados Unidos.

| Bombo A            | Bombo A                 | Bombo A           | Bombo A              |
| ------------------ | ----------------------- | ----------------- | -------------------- |
| Alianza            | Dragón                  | Plaza Amador      | Real Estelí          |
| Police United      | W Connection            | Central           | Don Bosco            |
| Bombo B            |                         |                   |                      |
| Deportivo Saprissa | Herediano               | Honduras Progreso | Olimpia              |
| Antigua            | Deportivo Suchitepéquez | Árabe Unido       | Vancouver Whitecaps  |
| Bombo C            |                         |                   |                      |
| Tigres             | Pumas UNAM              | Pachuca           | Monterrey            |
| Portland Timbers   | New York Red Bulls      | Dallas            | Sporting Kansas City |

## Fase de grupos
El calendario del certamen fue dado a conocer el 28 de junio de 2016.

### Grupo A
| Equipo            | Pts | PJ | PG | PE | PP | GF | GC | Dif |
| ----------------- | --- | -- | -- | -- | -- | -- | -- | --- |
| Pumas UNAM        | 9   | 4  | 3  | 0  | 1  | 15 | 5  | 10  |
| Honduras Progreso | 7   | 4  | 2  | 1  | 1  | 4  | 4  | 0   |
| W Connection      | 1   | 4  | 0  | 1  | 3  | 4  | 14 | -10 |

| \| Fecha \| Lugar \| Local \| Resultado \| Visitante \| \| ------------------------ \| ---------------- \| ----------------- \| --------- \| ----------------- \| \| 3 de agosto de 2016 \| Couva \| W Connection \| 2:4 (1:1) \| Pumas UNAM \| \| 18 de agosto de 2016 \| Ciudad de México \| Pumas UNAM \| 2:0 (0:0) \| Honduras Progreso \| \| 25 de agosto de 2016 \| Couva \| W Connection \| 1:1 (1:0) \| Honduras Progreso \| \| 15 de septiembre de 2016 \| San Pedro Sula \| Honduras Progreso \| 2:1 (0:1) \| Pumas UNAM \| \| 29 de septiembre de 2016 \| San Pedro Sula \| Honduras Progreso \| 1:0 (1:0) \| W Connection \| \| 20 de octubre de 2016 \| Ciudad de México \| Pumas UNAM \| 8:1 (3:0) \| W Connection \| |                  |                   |           |                   |
| Fecha | Lugar            | Local             | Resultado | Visitante         |
| 3 de agosto de 2016 | Couva            | W Connection      | 2:4 (1:1) | Pumas UNAM        |
| 18 de agosto de 2016 | Ciudad de México | Pumas UNAM        | 2:0 (0:0) | Honduras Progreso |
| 25 de agosto de 2016 | Couva            | W Connection      | 1:1 (1:0) | Honduras Progreso |
| 15 de septiembre de 2016 | San Pedro Sula   | Honduras Progreso | 2:1 (0:1) | Pumas UNAM        |
| 29 de septiembre de 2016 | San Pedro Sula   | Honduras Progreso | 1:0 (1:0) | W Connection      |
| 20 de octubre de 2016 | Ciudad de México | Pumas UNAM        | 8:1 (3:0) | W Connection      |

### Grupo B
| Equipo             | Pts | PJ | PG | PE | PP | GF | GC | Dif |
| ------------------ | --- | -- | -- | -- | -- | -- | -- | --- |
| Deportivo Saprissa | 8   | 4  | 2  | 2  | 0  | 11 | 3  | 8   |
| Portland Timbers   | 7   | 4  | 2  | 1  | 1  | 7  | 7  | 0   |
| Dragón             | 1   | 4  | 0  | 1  | 3  | 2  | 10 | -8  |

| \| Fecha \| Lugar \| Local \| Resultado \| Visitante \| \| ------------------------ \| ------------ \| ---------------- \| --------- \| ---------------- \| \| 3 de agosto de 2016 \| Portland \| Portland Timbers \| 2:1 (1:0) \| CD Dragón \| \| 18 de agosto de 2016 \| Tibás \| Saprissa \| 6:0 (4:0) \| CD Dragón \| \| 25 de agosto de 2016 \| San Salvador \| CD Dragón \| 0:0 (0:0) \| Saprissa \| \| 14 de septiembre de 2016 \| Tibás \| Saprissa \| 4:2 (2:1) \| Portland Timbers \| \| 27 de septiembre de 2016 \| San Salvador \| CD Dragón \| 1:2 (0:0) \| Portland Timbers \| \| 19 de octubre de 2016 \| Portland \| Portland Timbers \| 1:1 (0:1) \| Saprissa \| |              |                  |           |                  |
| Fecha | Lugar        | Local            | Resultado | Visitante        |
| 3 de agosto de 2016 | Portland     | Portland Timbers | 2:1 (1:0) | CD Dragón        |
| 18 de agosto de 2016 | Tibás        | Saprissa         | 6:0 (4:0) | CD Dragón        |
| 25 de agosto de 2016 | San Salvador | CD Dragón        | 0:0 (0:0) | Saprissa         |
| 14 de septiembre de 2016 | Tibás        | Saprissa         | 4:2 (2:1) | Portland Timbers |
| 27 de septiembre de 2016 | San Salvador | CD Dragón        | 1:2 (0:0) | Portland Timbers |
| 19 de octubre de 2016 | Portland     | Portland Timbers | 1:1 (0:1) | Saprissa         |

### Grupo C
| Equipo               | Pts | PJ | PG | PE | PP | GF | GC | Dif |
| -------------------- | --- | -- | -- | -- | -- | -- | -- | --- |
| Vancouver Whitecaps  | 12  | 4  | 4  | 0  | 0  | 10 | 2  | 8   |
| Sporting Kansas City | 4   | 4  | 1  | 1  | 2  | 6  | 8  | -2  |
| Central              | 1   | 4  | 0  | 1  | 3  | 4  | 10 | -6  |

| \| Fecha \| Lugar \| Local \| Resultado \| Visitante \| \| ------------------------ \| ----------- \| -------------------- \| --------- \| -------------------- \| \| 2 de agosto de 2016 \| Couva \| Central \| 0:1 (0:1) \| Vancouver Whitecaps \| \| 16 de agosto de 2016 \| Couva \| Central \| 2:2 (0:0) \| Sporting Kansas City \| \| 23 de agosto de 2016 \| Vancouver \| Vancouver Whitecaps \| 3:0 (2:0) \| Sporting Kansas City \| \| 13 de septiembre de 2016 \| Kansas City \| Sporting Kansas City \| 1:2 (0:1) \| Vancouver Whitecaps \| \| 28 de septiembre de 2016 \| Vancouver \| Vancouver Whitecaps \| 4:1 (2:1) \| Central \| \| 19 de octubre de 2016 \| Kansas City \| Sporting Kansas City \| 3:1 (0:1) \| Central \| |             |                      |           |                      |
| Fecha | Lugar       | Local                | Resultado | Visitante            |
| 2 de agosto de 2016 | Couva       | Central              | 0:1 (0:1) | Vancouver Whitecaps  |
| 16 de agosto de 2016 | Couva       | Central              | 2:2 (0:0) | Sporting Kansas City |
| 23 de agosto de 2016 | Vancouver   | Vancouver Whitecaps  | 3:0 (2:0) | Sporting Kansas City |
| 13 de septiembre de 2016 | Kansas City | Sporting Kansas City | 1:2 (0:1) | Vancouver Whitecaps  |
| 28 de septiembre de 2016 | Vancouver   | Vancouver Whitecaps  | 4:1 (2:1) | Central              |
| 19 de octubre de 2016 | Kansas City | Sporting Kansas City | 3:1 (0:1) | Central              |

### Grupo D
| Equipo      | Pts | PJ | PG | PE | PP | GF | GC | Dif |
| ----------- | --- | -- | -- | -- | -- | -- | -- | --- |
| Árabe Unido | 12  | 4  | 4  | 0  | 0  | 12 | 5  | 7   |
| Monterrey   | 6   | 4  | 2  | 0  | 2  | 9  | 5  | 4   |
| Don Bosco   | 0   | 4  | 0  | 0  | 4  | 2  | 13 | -11 |

| \| Fecha \| Lugar \| Local \| Resultado \| Visitante \| \| ------------------------ \| ---------------- \| ------------ \| --------- \| ------------ \| \| 3 de agosto de 2016 \| Puerto Príncipe \| Don Bosco FC \| 0:3 (0:3) \| Monterrey \| \| 17 de agosto de 2016 \| Monterrey \| Monterrey \| 2:3 (1:2) \| Árabe Unido \| \| 24 de agosto de 2016 \| Puerto Príncipe \| Don Bosco FC \| 2:5 (1:3) \| Árabe Unido \| \| 14 de septiembre de 2016 \| Ciudad de Panamá \| Árabe Unido \| 2:1 (1:0) \| Monterrey \| \| 28 de septiembre de 2016 \| Monterrey \| Monterrey \| 3:0 (2:0) \| Don Bosco FC \| \| 18 de octubre de 2016 \| Ciudad de Panamá \| Árabe Unido \| 2:0 (1:0) \| Don Bosco FC \| |                  |              |           |              |
| Fecha | Lugar            | Local        | Resultado | Visitante    |
| 3 de agosto de 2016 | Puerto Príncipe  | Don Bosco FC | 0:3 (0:3) | Monterrey    |
| 17 de agosto de 2016 | Monterrey        | Monterrey    | 2:3 (1:2) | Árabe Unido  |
| 24 de agosto de 2016 | Puerto Príncipe  | Don Bosco FC | 2:5 (1:3) | Árabe Unido  |
| 14 de septiembre de 2016 | Ciudad de Panamá | Árabe Unido  | 2:1 (1:0) | Monterrey    |
| 28 de septiembre de 2016 | Monterrey        | Monterrey    | 3:0 (2:0) | Don Bosco FC |
| 18 de octubre de 2016 | Ciudad de Panamá | Árabe Unido  | 2:0 (1:0) | Don Bosco FC |

### Grupo E
| Equipo        | Pts | PJ | PG | PE | PP | GF | GC | Dif |
| ------------- | --- | -- | -- | -- | -- | -- | -- | --- |
| Pachuca       | 10  | 4  | 3  | 1  | 0  | 19 | 4  | 15  |
| Olimpia       | 7   | 4  | 2  | 1  | 1  | 13 | 6  | 7   |
| Police United | 0   | 4  | 0  | 0  | 4  | 1  | 23 | -22 |

| \| Fecha \| Lugar \| Local \| Resultado \| Visitante \| \| ------------------------ \| ----------- \| ------------- \| ---------- \| ------------- \| \| 2 de agosto de 2016 \| Pachuca \| Pachuca \| 1:0 (1:0) \| Olimpia \| \| 16 de agosto de 2016 \| Tegucigalpa \| Olimpia \| 4:0 (2:0) \| Police United \| \| 23 de agosto de 2016 \| Pachuca \| Pachuca \| 3:0 (0:0) \| Police United \| \| 13 de septiembre de 2016 \| Belmopán \| Police United \| 0:11 (0:5) \| Pachuca \| \| 29 de septiembre de 2016 \| Belmopán \| Police United \| 1:5 (1:3) \| Olimpia \| \| 19 de octubre de 2016 \| Tegucigalpa \| Olimpia \| 4:4 (2:2) \| Pachuca \| |             |               |            |               |
| Fecha | Lugar       | Local         | Resultado  | Visitante     |
| 2 de agosto de 2016 | Pachuca     | Pachuca       | 1:0 (1:0)  | Olimpia       |
| 16 de agosto de 2016 | Tegucigalpa | Olimpia       | 4:0 (2:0)  | Police United |
| 23 de agosto de 2016 | Pachuca     | Pachuca       | 3:0 (0:0)  | Police United |
| 13 de septiembre de 2016 | Belmopán    | Police United | 0:11 (0:5) | Pachuca       |
| 29 de septiembre de 2016 | Belmopán    | Police United | 1:5 (1:3)  | Olimpia       |
| 19 de octubre de 2016 | Tegucigalpa | Olimpia       | 4:4 (2:2)  | Pachuca       |

### Grupo F
| Equipo             | Pts | PJ | PG | PE | PP | GF | GC | Dif |
| ------------------ | --- | -- | -- | -- | -- | -- | -- | --- |
| New York Red Bulls | 8   | 4  | 2  | 2  | 0  | 5  | 1  | 4   |
| Alianza            | 5   | 4  | 1  | 2  | 1  | 5  | 4  | 1   |
| Antigua            | 2   | 4  | 0  | 2  | 2  | 2  | 7  | -5  |

| \| Fecha \| Lugar \| Local \| Resultado \| Visitante \| \| ------------------------ \| ------------------- \| ------------------ \| --------- \| ------------------ \| \| 3 de agosto de 2016 \| Harrison \| New York Red Bulls \| 3:0 (1:0) \| Antigua GFC \| \| 16 de agosto de 2016 \| San Salvador \| Alianza FC \| 1:1 (0:0) \| New York Red Bulls \| \| 23 de agosto de 2016 \| San Salvador \| Alianza FC \| 1:1 (0:0) \| Antigua GFC \| \| 15 de septiembre de 2016 \| Harrison \| New York Red Bulls \| 1:0 (0:0) \| Alianza FC \| \| 27 de septiembre de 2016 \| Ciudad de Guatemala \| Antigua GFC \| 0:0 (0:0) \| New York Red Bulls \| \| 18 de octubre de 2016 \| Ciudad de Guatemala \| Antigua GFC \| 1:3 (0:1) \| Alianza FC \| |                     |                    |           |                    |
| Fecha | Lugar               | Local              | Resultado | Visitante          |
| 3 de agosto de 2016 | Harrison            | New York Red Bulls | 3:0 (1:0) | Antigua GFC        |
| 16 de agosto de 2016 | San Salvador        | Alianza FC         | 1:1 (0:0) | New York Red Bulls |
| 23 de agosto de 2016 | San Salvador        | Alianza FC         | 1:1 (0:0) | Antigua GFC        |
| 15 de septiembre de 2016 | Harrison            | New York Red Bulls | 1:0 (0:0) | Alianza FC         |
| 27 de septiembre de 2016 | Ciudad de Guatemala | Antigua GFC        | 0:0 (0:0) | New York Red Bulls |
| 18 de octubre de 2016 | Ciudad de Guatemala | Antigua GFC        | 1:3 (0:1) | Alianza FC         |

### Grupo G
| Equipo       | Pts | PJ | PG | PE | PP | GF | GC | Dif |
| ------------ | --- | -- | -- | -- | -- | -- | -- | --- |
| Tigres UANL  | 9   | 4  | 3  | 0  | 1  | 9  | 3  | 6   |
| Herediano    | 4   | 4  | 1  | 1  | 2  | 4  | 7  | -3  |
| Plaza Amador | 4   | 4  | 1  | 1  | 2  | 3  | 6  | -3  |

| \| Fecha \| Lugar \| Local \| Resultado \| Visitante \| \| ------------------------ \| ------------------------ \| -------------------- \| --------- \| -------------------- \| \| 4 de agosto de 2016 \| Ciudad de Panamá \| Plaza Amador \| 1:1 (1:0) \| Club Sport Herediano \| \| 17 de agosto de 2016 \| Heredia \| Club Sport Herediano \| 1:3 (0:0) \| Tigres UANL \| \| 24 de agosto de 2016 \| San Nicolás de los Garza \| Tigres UANL \| 3:1 (1:1) \| Plaza Amador \| \| 15 de septiembre de 2016 \| Heredia \| Club Sport Herediano \| 2:0 (1:0) \| Plaza Amador \| \| 28 de septiembre de 2016 \| Ciudad de Panamá \| Plaza Amador \| 1:0 (1:0) \| Tigres UANL \| \| 18 de octubre de 2016 \| San Nicolás de los Garza \| Tigres UANL \| 3:0 (2:0) \| Club Sport Herediano \| |                          |                      |           |                      |
| Fecha | Lugar                    | Local                | Resultado | Visitante            |
| 4 de agosto de 2016 | Ciudad de Panamá         | Plaza Amador         | 1:1 (1:0) | Club Sport Herediano |
| 17 de agosto de 2016 | Heredia                  | Club Sport Herediano | 1:3 (0:0) | Tigres UANL          |
| 24 de agosto de 2016 | San Nicolás de los Garza | Tigres UANL          | 3:1 (1:1) | Plaza Amador         |
| 15 de septiembre de 2016 | Heredia                  | Club Sport Herediano | 2:0 (1:0) | Plaza Amador         |
| 28 de septiembre de 2016 | Ciudad de Panamá         | Plaza Amador         | 1:0 (1:0) | Tigres UANL          |
| 18 de octubre de 2016 | San Nicolás de los Garza | Tigres UANL          | 3:0 (2:0) | Club Sport Herediano |

### Grupo H
| Equipo        | Pts | PJ | PG | PE | PP | GF | GC | Dif |
| ------------- | --- | -- | -- | -- | -- | -- | -- | --- |
| Dallas        | 8   | 4  | 2  | 2  | 0  | 8  | 4  | 4   |
| Suchitepéquez | 5   | 4  | 1  | 2  | 1  | 4  | 6  | -2  |
| Real Estelí   | 2   | 4  | 0  | 2  | 2  | 3  | 5  | -2  |

| \| Fecha \| Lugar \| Local \| Resultado \| Visitante \| \| ------------------------ \| ------------------- \| ----------------------- \| --------- \| ----------------------- \| \| 4 de agosto de 2016 \| Frisco \| FC Dallas \| 2:1 (1:0) \| Real Estelí \| \| 18 de agosto de 2016 \| Ciudad de Guatemala \| Deportivo Suchitepéquez \| 1:0 (0:0) \| Real Estelí \| \| 24 de agosto de 2016 \| Estelí \| Real Estelí \| 1:1 (1:1) \| FC Dallas \| \| 13 de septiembre de 2016 \| Estelí \| Real Estelí \| 1:1 (0:0) \| Deportivo Suchitepéquez \| \| 28 de septiembre de 2016 \| Frisco \| FC Dallas \| 0:0 (0:0) \| Deportivo Suchitepéquez \| \| 20 de octubre de 2016 \| Ciudad de Guatemala \| Deportivo Suchitepéquez \| 2:5 (2:2) \| FC Dallas \| |                     |                         |           |                         |
| Fecha | Lugar               | Local                   | Resultado | Visitante               |
| 4 de agosto de 2016 | Frisco              | FC Dallas               | 2:1 (1:0) | Real Estelí             |
| 18 de agosto de 2016 | Ciudad de Guatemala | Deportivo Suchitepéquez | 1:0 (0:0) | Real Estelí             |
| 24 de agosto de 2016 | Estelí              | Real Estelí             | 1:1 (1:1) | FC Dallas               |
| 13 de septiembre de 2016 | Estelí              | Real Estelí             | 1:1 (0:0) | Deportivo Suchitepéquez |
| 28 de septiembre de 2016 | Frisco              | FC Dallas               | 0:0 (0:0) | Deportivo Suchitepéquez |
| 20 de octubre de 2016 | Ciudad de Guatemala | Deportivo Suchitepéquez | 2:5 (2:2) | FC Dallas               |

## Fase final
La fase final de la competición se disputa en eliminatorias a doble partido. En estos encuentros rige la regla del gol de visitante, que determina que el equipo que haya marcado más goles como visitante gana la eliminatoria si hay empate en la diferencia de goles. En caso de estar la eliminatoria empatada tras los 180 minutos de ambos partidos se disputará una prórroga de 30 minutos, y si ésta termina sin goles la eliminatoria se decidirá en una tanda de penaltis.

### Equipos clasificados
En la fase final, los ocho equipos clasificados jugarán con el sistema de eliminación directa para definir el campeón. Los emparejamientos de cuartos de final se realizarán de acuerdo a las posiciones de los equipos según una tabla general con los resultados de la primera fase. Un finalista resultará de los enfrentamientos entre el 1° y 8° lugar, y el 4° y 5° lugar; el otro finalista resultará de los enfrentamientos entre el 2° y 7° lugar y el 3° y 6° lugar.
|  | Cuartos de final                                                            | Cuartos de final                                                            | Cuartos de final                                                            | Cuartos de final                                                            | Cuartos de final                                                            |   |   | Semifinales                                                    | Semifinales                                                    | Semifinales                                                    | Semifinales                                                    | Semifinales                                                    |  |   | Final                                                  | Final                                                  | Final                                                  | Final                                                  | Final                                                  |  |
|  | 21 al 23 de febrero de 2017 (ida) 28 de feb. al 2 de marzo de 2017 (vuelta) | 21 al 23 de febrero de 2017 (ida) 28 de feb. al 2 de marzo de 2017 (vuelta) | 21 al 23 de febrero de 2017 (ida) 28 de feb. al 2 de marzo de 2017 (vuelta) | 21 al 23 de febrero de 2017 (ida) 28 de feb. al 2 de marzo de 2017 (vuelta) | 21 al 23 de febrero de 2017 (ida) 28 de feb. al 2 de marzo de 2017 (vuelta) |   |   | 14 y 15 de marzo de 2017 (ida) 4 y 5 de abril de 2017 (vuelta) | 14 y 15 de marzo de 2017 (ida) 4 y 5 de abril de 2017 (vuelta) | 14 y 15 de marzo de 2017 (ida) 4 y 5 de abril de 2017 (vuelta) | 14 y 15 de marzo de 2017 (ida) 4 y 5 de abril de 2017 (vuelta) | 14 y 15 de marzo de 2017 (ida) 4 y 5 de abril de 2017 (vuelta) |  |   | 18 de abril de 2017 (ida) 26 de abril de 2017 (vuelta) | 18 de abril de 2017 (ida) 26 de abril de 2017 (vuelta) | 18 de abril de 2017 (ida) 26 de abril de 2017 (vuelta) | 18 de abril de 2017 (ida) 26 de abril de 2017 (vuelta) | 18 de abril de 2017 (ida) 26 de abril de 2017 (vuelta) |  |
|  |                                                                             |                                                                             |                                                                             |                                                                             |                                                                             |   |   |                                                                |                                                                |                                                                |                                                                |                                                                |  |   |                                                        |                                                        |                                                        |                                                        |                                                        |  |
|  |                                                                             |                                                                             |                                                                             |                                                                             |                                                                             |   |   |                                                                |                                                                |                                                                |                                                                |                                                                |  |   |                                                        |                                                        |                                                        |                                                        |                                                        |  |
|  | 3                                                                           | Pachuca                                                                     | 0                                                                           | 4                                                                           | 4                                                                           |   |   |                                                                |                                                                |                                                                |                                                                |                                                                |  |   |                                                        |                                                        |                                                        |                                                        |                                                        |  |
|  | 3                                                                           | Pachuca                                                                     | 0                                                                           | 4                                                                           | 4                                                                           |   |   |                                                                |                                                                |                                                                |                                                                |                                                                |  |   |                                                        |                                                        |                                                        |                                                        |                                                        |  |
|  | 6                                                                           | Deportivo Saprissa                                                          | 0                                                                           | 0                                                                           | 0                                                                           |   |   |                                                                |                                                                |                                                                |                                                                |                                                                |  |   |                                                        |                                                        |                                                        |                                                        |                                                        |  |
|  | 6                                                                           | Deportivo Saprissa                                                          | 0                                                                           | 0                                                                           | 0                                                                           |   | 3 | Pachuca                                                        | 1                                                              | 3                                                              | 4                                                              |                                                                |  |   |                                                        |                                                        |                                                        |                                                        |                                                        |  |
|  |                                                                             |                                                                             |                                                                             |                                                                             |                                                                             |   | 3 | Pachuca                                                        | 1                                                              | 3                                                              | 4                                                              |                                                                |  |   |                                                        |                                                        |                                                        |                                                        |                                                        |  |
|  |                                                                             |                                                                             | 7                                                                           | Dallas                                                                      | 2                                                                           | 1 | 3 |                                                                |                                                                |                                                                |                                                                |                                                                |  |   |                                                        |                                                        |                                                        |                                                        |                                                        |  |
|  | 2                                                                           | Árabe Unido                                                                 | 7                                                                           | Dallas                                                                      | 2                                                                           | 1 | 3 | 0                                                              | 2                                                              | 2                                                              |                                                                |                                                                |  |   |                                                        |                                                        |                                                        |                                                        |                                                        |  |
|  | 2                                                                           | Árabe Unido                                                                 |                                                                             |                                                                             |                                                                             |   |   |                                                                |                                                                | 2                                                              |                                                                |                                                                |  |   |                                                        |                                                        |                                                        |                                                        |                                                        |  |
|  | 7                                                                           | Dallas                                                                      | 4                                                                           | 1                                                                           | 5                                                                           |   |   |                                                                |                                                                |                                                                |                                                                |                                                                |  |   |                                                        |                                                        |                                                        |                                                        |                                                        |  |
|  | 7                                                                           | Dallas                                                                      | 4                                                                           | 1                                                                           | 5                                                                           |   |   |                                                                |                                                                |                                                                |                                                                |                                                                |  | 3 | Pachuca                                                | 1                                                      | 1                                                      | 2                                                      |                                                        |  |
|  |                                                                             |                                                                             |                                                                             |                                                                             |                                                                             |   |   |                                                                |                                                                |                                                                |                                                                |                                                                |  | 3 | Pachuca                                                | 1                                                      | 1                                                      | 2                                                      |                                                        |  |
|  |                                                                             |                                                                             | 5                                                                           | Tigres                                                                      | 1                                                                           | 0 | 1 |                                                                |                                                                |                                                                |                                                                |                                                                |  |   |                                                        |                                                        |                                                        |                                                        |                                                        |  |
|  | 1                                                                           | Vancouver Whitecaps                                                         | 5                                                                           | Tigres                                                                      | 1                                                                           | 0 | 1 | 1                                                              | 2                                                              | 3                                                              |                                                                |                                                                |  |   |                                                        |                                                        |                                                        |                                                        |                                                        |  |
|  | 1                                                                           | Vancouver Whitecaps                                                         |                                                                             |                                                                             |                                                                             |   |   |                                                                |                                                                | 3                                                              |                                                                |                                                                |  |   |                                                        |                                                        |                                                        |                                                        |                                                        |  |
|  | 8                                                                           | New York Red Bulls                                                          | 1                                                                           | 0                                                                           | 1                                                                           |   |   |                                                                |                                                                |                                                                |                                                                |                                                                |  |   |                                                        |                                                        |                                                        |                                                        |                                                        |  |
|  | 8                                                                           | New York Red Bulls                                                          | 1                                                                           | 0                                                                           | 1                                                                           |   | 1 | Vancouver Whitecaps                                            | 0                                                              | 1                                                              | 1                                                              |                                                                |  |   |                                                        |                                                        |                                                        |                                                        |                                                        |  |
|  |                                                                             |                                                                             |                                                                             |                                                                             |                                                                             |   | 1 | Vancouver Whitecaps                                            | 0                                                              | 1                                                              | 1                                                              |                                                                |  |   |                                                        |                                                        |                                                        |                                                        |                                                        |  |
|  |                                                                             |                                                                             | 5                                                                           | Tigres                                                                      | 2                                                                           | 2 | 4 |                                                                |                                                                |                                                                |                                                                |                                                                |  |   |                                                        |                                                        |                                                        |                                                        |                                                        |  |
|  | 4                                                                           | Pumas UNAM                                                                  | 5                                                                           | Tigres                                                                      | 2                                                                           | 2 | 4 | 1                                                              | 0                                                              | 1                                                              |                                                                |                                                                |  |   |                                                        |                                                        |                                                        |                                                        |                                                        |  |
|  | 4                                                                           | Pumas UNAM                                                                  |                                                                             |                                                                             |                                                                             |   |   |                                                                |                                                                | 1                                                              |                                                                |                                                                |  |   |                                                        |                                                        |                                                        |                                                        |                                                        |  |
|  | 5                                                                           | Tigres                                                                      | 1                                                                           | 3                                                                           | 4                                                                           |   |   |                                                                |                                                                |                                                                |                                                                |                                                                |  |   |                                                        |                                                        |                                                        |                                                        |                                                        |  |
|  | 5                                                                           | Tigres                                                                      | 1                                                                           | 3                                                                           | 4                                                                           |   |   |                                                                |                                                                |                                                                |                                                                |                                                                |  |   |                                                        |                                                        |                                                        |                                                        |                                                        |  |
|  |                                                                             |                                                                             |                                                                             |                                                                             |                                                                             |   |   |                                                                |                                                                |                                                                |                                                                |                                                                |  |   |                                                        |                                                        |                                                        |                                                        |                                                        |  |

### Cuartos de final

#### Vancouver Whitecaps - New York Red Bulls
| 22 de febrero de 2017, 20:00 (UTC-5) | New York Red Bulls     | 1:1 (0:1) | Vancouver Whitecaps | Red Bull Arena, Harrison, Nueva Jersey |                                |
|                                      | B. Wright-Phillips 62' |           | K. Manneh 39'       | Árbitro(s): César Arturo Ramos         | Árbitro(s): César Arturo Ramos |

| 2 de marzo de 2017, 19:00 (UTC-8) | Vancouver Whitecaps     | 2:0 (1:0) | New York Red Bulls | Estadio BC Place, Vancouver |                             |
|                                   | Davies 5' · Montero 76' | Reporte   |                    | Árbitro(s): Valdin Legister | Árbitro(s): Valdin Legister |

#### Árabe Unido - Dallas
| 23 de febrero de 2017, 19:00 (UTC-6) | Dallas                                      | 4:0 (1:0) | Árabe Unido | Estadio Toyota, Frisco |                       |
|                                      | Colmán 30' · Acosta 55' 86' · Barrios 90+1' | Reporte   |             | Árbitro(s): Juan Mora  | Árbitro(s): Juan Mora |

| 1 de marzo de 2017, 20:00 (UTC-5) | Árabe Unido               | 2:1 (0:1) | Dallas              | Estadio Rommel Fernández, Ciudad de Panamá |                           |
|                                   | Chen 90' · Heraldez 90+2' | Reporte   | Heraldez 23' (a.g.) | Árbitro(s): Jaime Herrera                  | Árbitro(s): Jaime Herrera |

#### Pachuca - Deportivo Saprissa
| 21 de febrero de 2017, 20:00 (UTC-6) | Deportivo Saprissa | 0:0     | Pachuca | Estadio Ricardo Saprissa, Tibás |                           |
|                                      |                    | Reporte |         | Árbitro(s): Óscar Moncada       | Árbitro(s): Óscar Moncada |

| 28 de febrero de 2017, 21:00 (UTC-6) | Pachuca                                                | 4:0 (2:0) | Deportivo Saprissa | Estadio Hidalgo, Pachuca |                          |
|                                      | Guzmán 29' · Urretaviscaya 31' · Jara 69' · Lozano 80' | Reporte   |                    | Árbitro(s): Walter López | Árbitro(s): Walter López |

#### Pumas UNAM - Tigres UANL
| 22 de febrero de 2017, 21:00 (UTC-6) | Tigres     | 1:1 (1:0) | Pumas UNAM | Estadio Universitario, San Nicolás de los Garza |                         |
|                                      | Vargas 41' | Reporte   | Britos 62' | Árbitro(s): Mark Geiger                         | Árbitro(s): Mark Geiger |

| 1 de marzo de 2017, 21:00 (UTC-6) | Pumas UNAM | 0:3 (0:1) | Tigres                      | Estadio Olímpico Universitario, Ciudad de México |                               |
|                                   |            | Reporte   | Damm 33' 65' · Quiñones 85' | Árbitro(s): Fernando Guerrero                    | Árbitro(s): Fernando Guerrero |

### Semifinales

#### Pachuca - Dallas
| 15 de marzo de 2017, 20:00 (UTC-5) | Dallas                  | 2:1 (1:1) | Pachuca | Estadio Toyota, Frisco           |                                  |
|                                    | Urruti 43' · Acosta 58' | Reporte   | Jara 3' | Árbitro(s): John Pitti Hernández | Árbitro(s): John Pitti Hernández |

| 4 de abril de 2017, 21:00 (UTC-5) | Pachuca                     | 3:1 (1:0) | Dallas     | Estadio Hidalgo, Pachuca     |                              |
|                                   | Jara 38' · Lozano 80' 90+2' | Reporte   | Colmán 86' | Árbitro(s): Melvin Matamoros | Árbitro(s): Melvin Matamoros |

#### Vancouver Whitecaps - Tigres UANL
| 14 de marzo de 2017, 20:00 (UTC-6) | Tigres                         | 2:0 (0:0) | Vancouver Whitecaps | Estadio Universitario, San Nicolás de los Garza |                           |
|                                    | Waston 66' (a.g.) · Vargas 87' | Reporte   |                     | Árbitro(s): Óscar Moncada                       | Árbitro(s): Óscar Moncada |

| 5 de abril de 2017, 19:00 (UTC-7) | Vancouver Whitecaps | 1:2 (1:0) | Tigres                   | Estadio BC Place, Vancouver       |                                   |
|                                   | Shea 3'             | Reporte   | Gignac 63' · Álvarez 84' | Árbitro(s): Javier Santos Escobar | Árbitro(s): Javier Santos Escobar |

### Final
| 18 de abril de 2017, 21:00 (UTC-5) | Tigres   | 1:1 (1:1) | Pachuca  | Estadio Universitario, San Nicolás de los Garza |                         |
|                                    | Sosa 32' | Reporte   | López 3' | Árbitro(s): Mark Geiger                         | Árbitro(s): Mark Geiger |

| 26 de abril de 2017, 21:00 (UTC-5) | Pachuca  | 1:0 (0:0) | Tigres | Estadio Hidalgo, Pachuca          |                                   |
|                                    | Jara 83' | Reporte   |        | Árbitro(s): César Ramos Palazuelo | Árbitro(s): César Ramos Palazuelo |

|                   |
| Campeón           |
| Bandera de México |
| Pachuca 5° título |

## Goleadores
| Franco Jara                                | Pachuca             | 6 |
| José González                              | Árabe Unido         | 5 |
| Cristian Techera                           | Vancouver Whitecaps | 5 |
| Óscar Guerrero                             | Alianza FC          | 4 |
| Alfonso Nieto                              | Pumas UNAM          | 3 |
| Marvin Angulo                              | Saprissa            | 3 |
| Edwin Cardona                              | Monterrey           | 3 |
| Yendrick Ruiz                              | Herediano           | 3 |
| Víctor Moncada                             | Honduras Progreso   | 3 |
| Rolando Blackburn                          | Saprissa            | 3 |
| Carlo Costly                               | CD Olimpia          | 3 |
| Eduardo Herrera                            | Pumas UNAM          | 3 |
| Última actualización: 27 de abril del 2017 |                     |   |